# Hollerkolonisation

Neuenkirchen mit der für Hollerkolonien typischen Flurform um 1871. Lage:

Hollerkolonisation steht für die planmäßige Urbarmachung des fruchtbaren, aber von Sturmfluten bedrohten Marschlandes der Weser und Elbe mit Hilfe holländischer Kolonisten. Die Hollerkolonisation prägte das für die Elb- und Wesermarsch typische Landschaftsbild der Marschhufendörfer mit ihren sich anschließenden, gleichmäßig parzellierten Ackerflächen.
Die Kolonisation begann unter Erzbischof Friedrich I. von Bremen.  Anfang des 12. Jahrhunderts waren mit der Errichtung des Erzbistums Lund die Pläne Adalberts gescheitert, unter der Führung des Erzbistums Bremen ein „Patriarchat des Nordens“ zu errichten. Eine Erweiterung war dem Erzstift nicht mehr möglich. Es blieb nur, ein Wachstum im Inneren anzustreben. Hier boten sich die dünn besiedelten Flussmarschen an. Der Anstoß ging 1106 oder 1113 von einer Gruppe landsuchender Holländer aus, die dem Hollerland seinen Namen gaben. Aufgrund der guten Erfahrungen ergriffen die Erzbischöfe von Bremen in der Folge die Initiative.

## Besiedlung vor der Kolonisation
Auch vor der Hollerkolonisation gab es schon Siedlungen in der Marsch. Die von einer sächsisch-stämmigen Bevölkerung bewohnten Orte befanden sich auf dem etwas höher gelegenen Marschhochland in der Nähe des Ufers, meist an den Mündungen kleiner Wasserläufe (Flethe). Die Orte mit der Endung –fleth stammen aus dieser Zeit. Hier wurde überwiegend Viehhaltung und Fischfang betrieben, es fand aber auch ein wenig Ackerbau mit Sommergetreiden statt. Diese Siedlungen waren oft Flachsiedlungen ohne Wurten, falls ein Deich bestand, war dies nur ein Ringdeich, der die Siedlung einschloss.

## Siedlungsanlage
Bei der Hollerkolonisation wurden die Sietlande besiedelt. Dies sind die tiefergelegenen, vermoorten bzw. versumpften, oft mit Bruchwald bewachsenen Marschgebiete. Um diese urbar zu machen, wurden holländische Entwässerungsexperten angeheuert. Da dieser Teil der Marsch ständig von Überflutung bedroht war, musste er vor der Besiedlung eingedeicht werden. Dazu wurde in Richtung des Ufers ein Hollerdeich gezogen. Das Hinterland wurde durch einen Achterdeich abgeschlossen. Dieser diente dazu, das von der Geest ablaufende Wasser von den Kolonisationsgebieten fernzuhalten. Zu den Seiten wurde mit einer Sietwende gesichert. Nach und nach bildeten sich so kammerartige Kleinpolder.

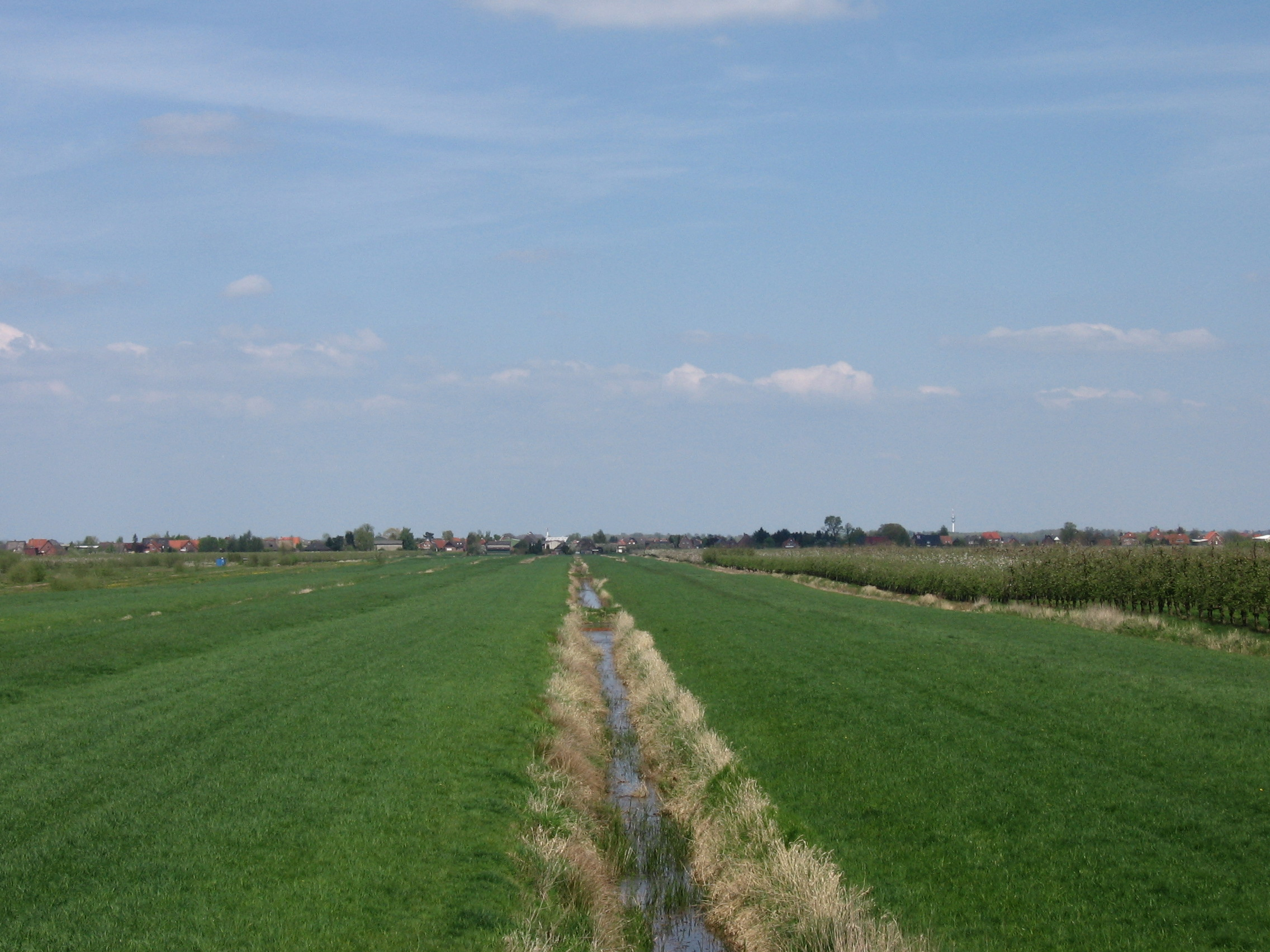
Typische Flurform der Hollerkolonien: Lange, streifenartige Fluren, an deren Enden sich die Rückseiten der zugehörigen Höfe befinden. Hier die Rückseite von Ladekop.

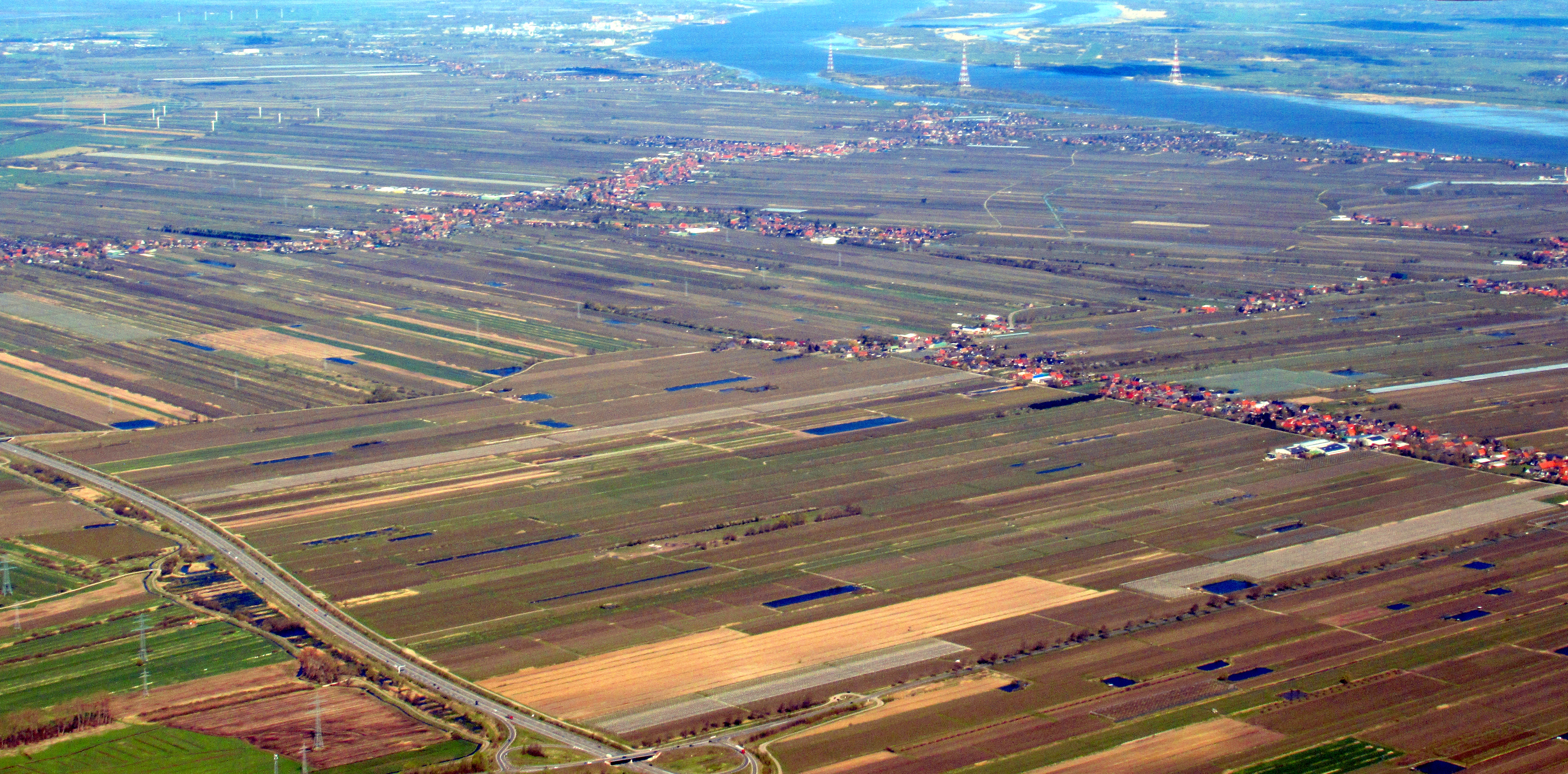
Ladekop und andere Hollerkolonien an der Elbe, von oben.

Die ersten Siedler konnten freies Gelände bearbeiten, ohne auf andere Interessenten Rücksicht nehmen zu müssen. Sie konnten ihre Parzellen in voller Länge senkrecht zur Siedlungsachse ausdehnen. Ein gutes Beispiel für eine frühe Besiedelung ist Neuenkirchen im Alten Land. Hier bilden die Rückseiten der Hufen deutlich den Verlauf der als Siedlungsachse dienenden Lühe ab. Spätere Kolonisationen mussten in die noch verfügbaren freien Gebiete eingepasst werden und konnten deshalb die Idealmaße nicht immer erfüllen. Die  beiderseits der Entwässerungsgräben eingefassten langgestreckten Parzellen wurden „Stücke“ genannt. Mehrere dieser Stücke bildeten eine Hufe. Im Idealfall bildete eine Hufe einen Streifen von 2,25 km Länge und 150 m Breite. Am Ende der Hufen lagen entlang des Hollerdeiches oder eines anderen langgestreckten Geländemerkmals, oft an den Deichen der die Marsch durchschneidenden Flüsse, die zu den Hufen gehörigen Höfe. So bildeten sich die charakteristischen Marschhufendörfer.

### Deichbau
Der Marschboden aus Klei ist grundsätzlich ein ideales Baumaterial für die Deiche. Er ist aber auch wertvoll, nicht umsonst machte man sich die Mühe, ihn einzudeichen. Es war nicht zweckmäßig, das frisch gewonnene Land abzugraben, um Deicherde zu gewinnen. Die Deicherde entnahm man deshalb bevorzugt dem Land, das vor dem Deich lag. Das hatte zugleich den Vorteil, dass der Fluss den abgegrabenen Boden wieder mit Sedimenten auffüllen konnte. Im Notfall musste aber auch der Boden des Ackerlandes genutzt werden, um den Deich zu sichern – zum Leidwesen derjenigen, von deren Grund das Baumaterial entnommen wurde.
Es war nicht immer möglich, Kleiboden für den Deichbau zu benutzen. Vor allem der Achterdeich wurde oft aus minderwertigen Baumaterialien errichtet. Weil der Boden an dieser Stelle oft tief durchtorft war, stand der Deich dort zudem nicht immer sicher. So kam es des Öfteren zu Brüchen des Achterdeiches, bei denen die Polder mit dem von der Geest abfließenden Wasser von hinten voll liefen.
Mit der Kleierde wurden Wälle aufgeworfen. Die Höhe der Deiche richtete sich nach vor Ort gesammelten Erfahrungswerten, ein gelegentliches Überfluten wurde in Kauf genommen. Die Böschungen der nur wenige Meter hohen Deiche waren vergleichsweise steil. Sie boten dem Wasser eine große Angriffsfläche, anlaufende Wellen konnten nicht auslaufen, sondern brachen am Deich. Wurde der Deich überspült, war die steile Rückseite besonders gefährdet vom Wasser ausgespült zu werden. In diesem Fall waren Deichbrüche fast unvermeidlich.
Die Höhe und das Deichprofil unterschieden sich von Ort zu Ort, selbst lokal gab es große Unterschiede. Einheitliche Deichprofile wurden erst im 18. Jahrhundert eingeführt.
Ein frisch aufgeworfener Deich wurde mit Grassoden bedeckt. Diese wuchsen mit der Zeit zusammen und festigten damit den Deich. An besonders gefährdeten Stellen wurde der Deich mit einem Flechtwerk aus Stroh verstärkt.

Sturzkarren mit Pferd

Die wichtigsten Arbeitswerkzeuge für den Deichbau waren der Spaten, die Trage und der Sturzkarren. Die Schubkarre wurde im Deichbau erst in der Neuzeit eingesetzt.

### Entwässerung

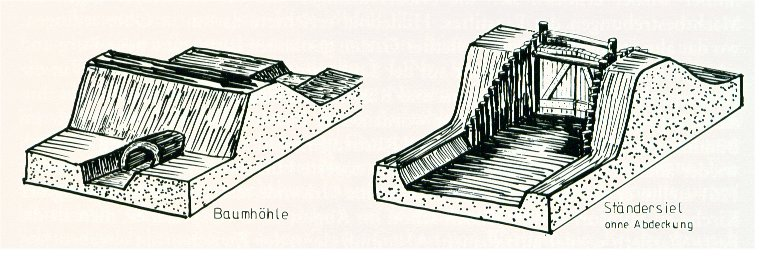
Baumhöhlen- und Ständersiel

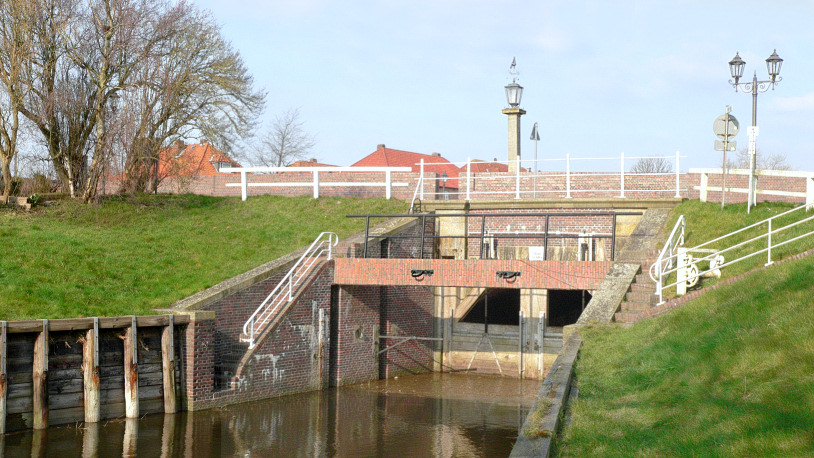
Modernes Siel in der Deichlinie (19. Jahrhundert)

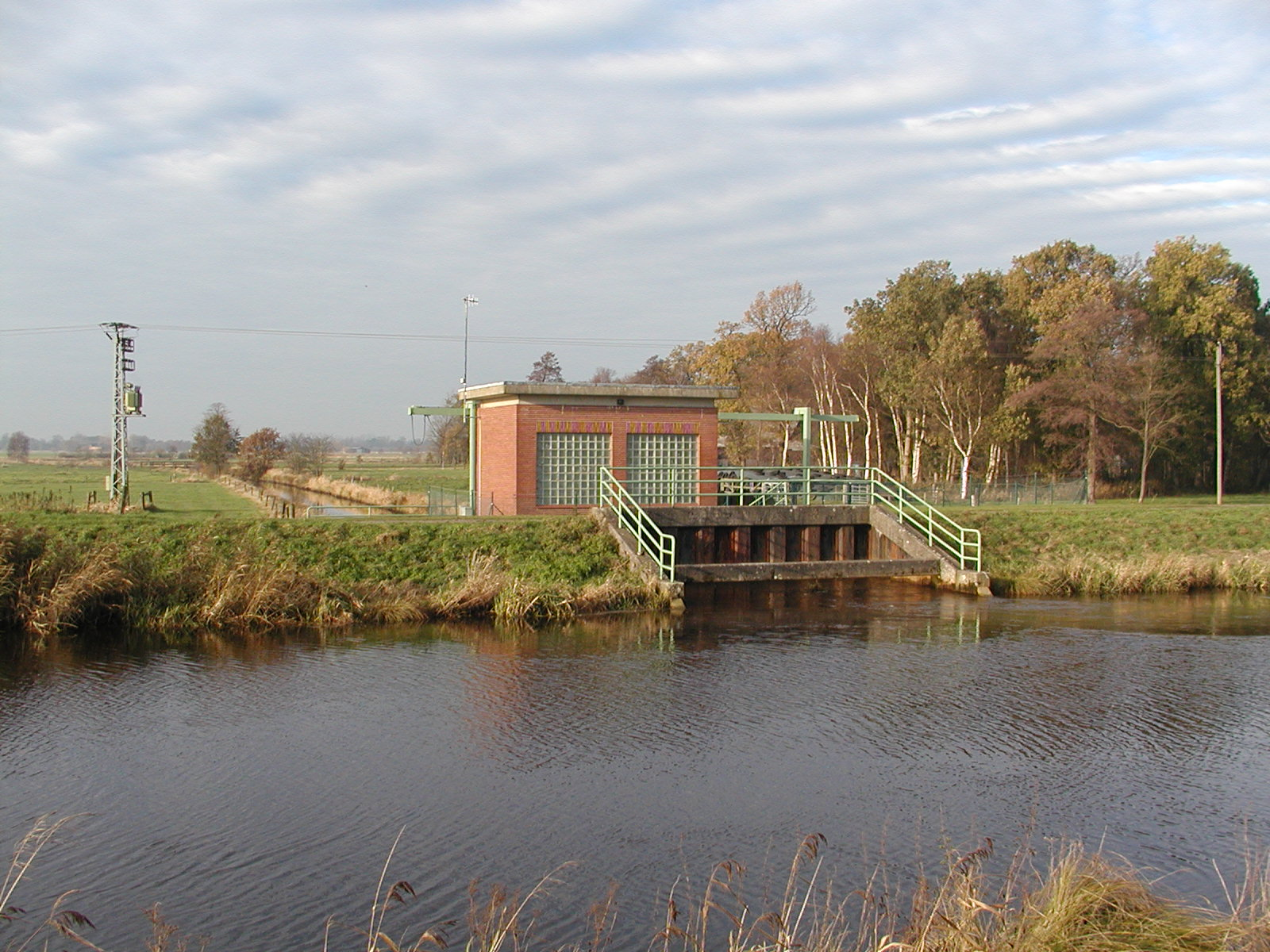
Ein Schöpfwerk jüngerer Zeit auf der Binnenseite vor dem Deich (20. Jahrhundert)

Die holländischen Siedler brachten die Kenntnis über die zur Kolonisierung notwendigen Wasserbautechniken mit, die sie selbst schon im eigenen Land erfolgreich angewandt hatten. Das Land wurde mit parallel gezogenen Gräben entwässert, die in einem Abstand von etwa 16 m gezogen waren. Diese Gräben mündeten in einen quer dazu verlaufenden Hauptgraben, den Wettern. Dieser mündete in einen natürlichen Wasserlauf, das Fleet, oder er führte das Wasser direkt dem Fluss zu. Der flussseitige Deich wurde von Deichtoren durchbrochen, durch die das Wasser in den Fluss geleitet werden konnte. Diese Deichtore waren zunächst einfach Siele, ausgehöhlte Baumstämme, die auf der Flussseite mit einer Klappe versehen waren. Bei Ebbe öffnete sich die Klappe und das Wasser konnte abfließen, bei Flut schloss sich die Klappe und verhinderte somit den Rückfluss von Wasser in das zu entwässernde Gebiet. Später folgten zweiteilige Sieltore.
Da das Land infolge der Entwässerung immer mehr absackte, sank die Leistungsfähigkeit der Siele und reichte nicht mehr aus. Zunächst wurden größere Siele gebaut, die mehr Wasser abführen konnten, aber spätestens als das Land unter den Meeresspiegel oder das Tideniveau absank, musste mit dem Bau motorisierter Schöpfwerke begonnen werden.
Die Gräben und Wettern setzten sich durch die Ablagerung von Schwebeteilchen nach und nach zu. Sie mussten deshalb regelmäßig gereinigt und entschlammt („ausgekleit“) werden. Der Aushub wurde dabei auf die Parzellen neben den Gräben geworfen und verteilt. Diese wurden dadurch ein wenig erhöht und auf natürliche Weise gedüngt. Das ist an den zu den Graben parallel gewölbten Landstreifen zu erkennen.

### Organisation
Die gesamten Arbeiten zur Erschließung eines neuen Siedlungsgebietes wie das Eindeichen und das Ziehen der Entwässerungsgräben und Wettern fanden nicht nach und nach statt, sondern mussten komplett durchgeführt sein, bevor ein Gebiet besiedelt werden konnte. Teilweise konnten zwar vorhandene Sommerdeiche in die Anlagen einbezogen werden, dennoch waren die Arbeiten für die Neusiedler allein nicht zu bewältigen. Aus diesem Grund fand die Durchführung der Arbeiten nur selten genossenschaftlich statt. Meist wurde stattdessen ein Lokator eingesetzt, der dafür zusätzliche Arbeiter anstellte. Der Lokator trug das anfallende finanzielle Risiko, bekam dafür aber die zwangsweise verbleibenden Eck- und Reststücke Land sowie Sonderrechte zugesprochen. In der Regel bekam der Lokator die Herrschaft über das in der Kolonie neu gebildete Gericht und den Zehnten verliehen. Besonders an der Elbe stammten die Lokatoren meist aus den Familien des niederen Adels der Geest. Aber auch einige Unternehmer wurden als Lokatoren tätig. Der Anführer und Sprecher der Holländergruppe von 1106/1113, ein Priester namens Heinrich, gilt als Urform und erster Nachweis eines Lokators.

## Chronologie
Den Beginn der Hollerkolonisation markiert die erste 1113 von Bischof Friedrich I. von Bremen ausgestellte Kolonisationsurkunde. In ihr wurde sechs Holländern unbebautes Marschland zur Urbarmachung übertragen. Die Erzbischöfe von Bremen stellten zwischen 1142 und 1201 weitere Kolonisationsurkunden aus. Weitere Urkunden wurden von Heinrich dem Löwen ausgestellt.
Erhaltene Kolonisationsurkunden sind fast nur für das Gebiet um Bremen zu finden. Andere Datierungen erfolgten indirekt, durch Erwähnung von Holländern in bestimmten Orten oder durch Urkunden, in denen „Holländerhufen“ übertragen wurden.
Die ersten Kolonisationsgebiete befanden sich in den Wümmeniederungen und der Wesermarsch beidseits des Flusses in und rund um Bremen. Weitere Gebiete folgten in den Elbmarschen, im Alten Land und in Kehdingen, aber auch im Land Hadeln und entlang der Oste links der Elbe. Die Kolonisation breitete sich auch außerhalb des Erzstifts Bremen aus, auf die gegenüberliegende Seite der Elbe in der Wilstermarsch und der Haseldorfer Marsch, später auch auf die Kremper Marsch und das Gebiet um Hamburg.

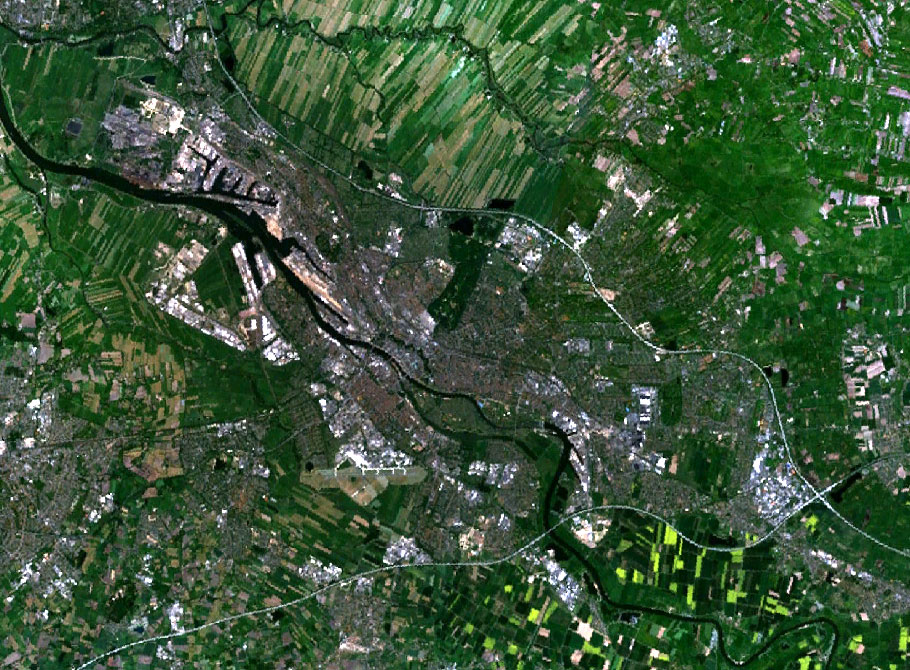
Rund um Bremen sind die streifenförmigen Fluren der Hollerlandschaften zu erkennen

### Gebiet um Bremen
- 1113 Erste Kolonisationsurkunden für das Holler- und Blockland
- um 1141 Das östliche Hollerland und das westliche Vieland werden besiedelt
- 1142 & 1149 Kolonisationsurkunden für Stedingen
- 1181 Kolonisation des Oberneulands
- 1201 Mit Neuenland ist die Kolonisation um Bremen abgeschlossen

### Elbmarschen

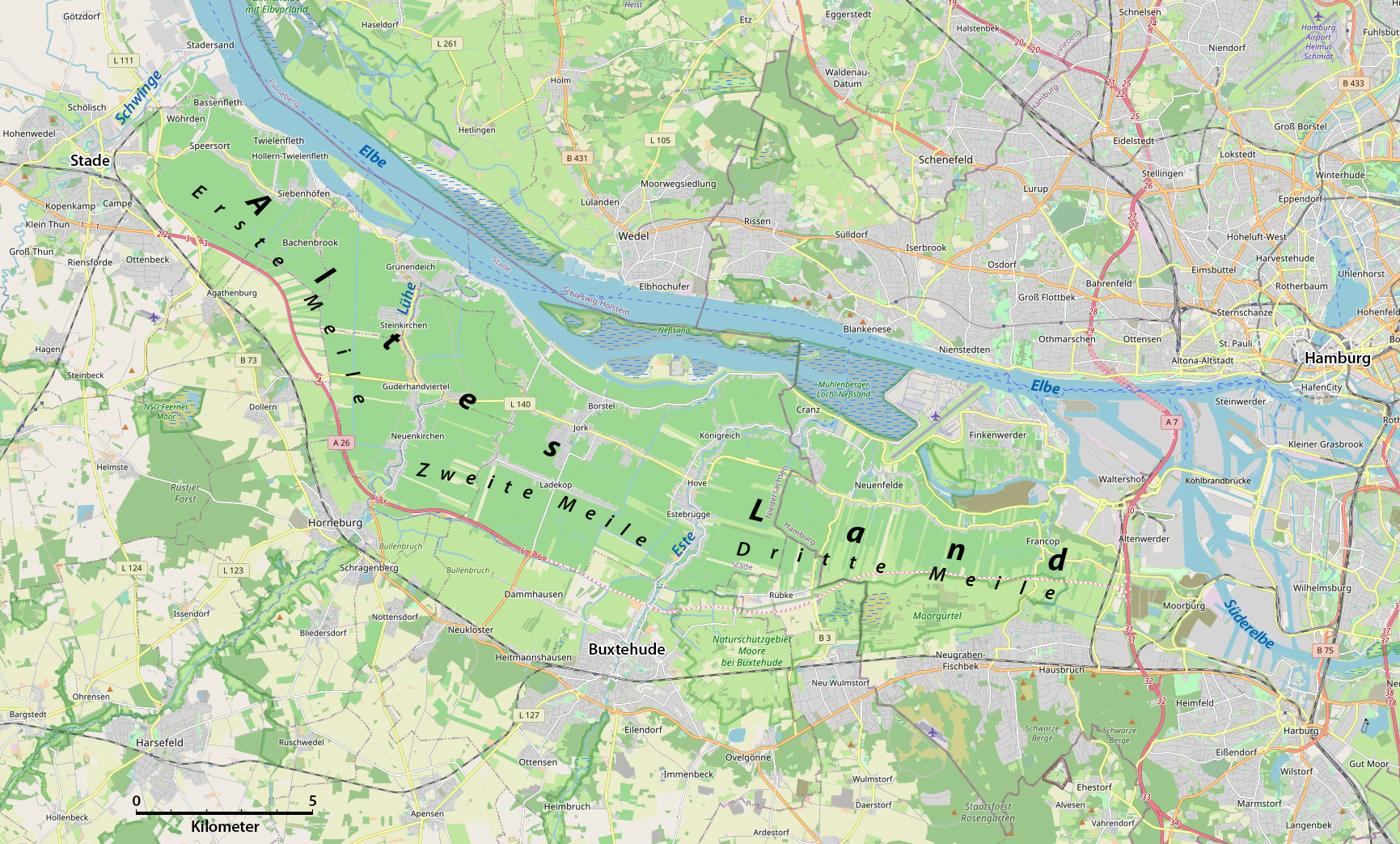
Karte des Alten Landes mit den Abschnitten der Kolonisation: Erste, Zweite und Dritte Meile

- 1130 Kolonisation beginnt bei Hollern
- 1140 Die Kolonisation erreicht die Lühe – die Erste Meile des Alten Lands ist kolonisiert
- ab 1140 beginnt auch die Kolonisation am rechten Elbufer, zunächst in der Haseldorfer und der Wilstermarsch
- ebenfalls ab 1140 beginnt die Kolonisation im Land Hadeln und der Ostemarsch
- 1185 Erwähnung von Holländer Hufen (hollandrensis mansus) bei Ihlienworth
- 1196 Holländer an der Este
- 1197 Die Zweite Meile des Alten Lands wird kolonisiert
- ab 1200 Die Kolonisation in Kehdingen beginnt.
- 1230 Auch die Dritte Meile des Alten Lands ist kolonisiert
- 1235 Francop wird erwähnt
- es folgen Kolonien in der Kremper Marsch
- ab 1296 beginnt die Kolonisation in den Marschen um Hamburg, mittlerweile ohne direkte Beteiligung von holländischen Siedlern.

Um 1240 waren die Marschen des Erzstiftes im Wesentlichen besiedelt. An der Anlage der Festungsstadt Buxtehude waren ebenfalls Holländer beteiligt.
Die Dritte Meile des Alten Landes fiel, nachdem 1392 die Deiche zwischen Nincop und der Este bei Sturmfluten brachen, zeitweise wieder wüst. Ab 1460 begann die Neueindeichung der Dritten Meile, die bis mindestens Mitte der 1480er Jahre andauerte.

## Auswirkungen

### Verfassung
Die holländischen Experten wurden mit großen Hufen als Bauernstelle, geringen Abgaben und weitreichenden Selbstverwaltungsrechten gelockt. Die neuen Siedler waren persönlich frei, es galt gar ein dem „Stadtluft macht frei“ ähnelnder Grundsatz, nachdem unfreie Kolonisten nach Jahr und Tag ihre Freiheit erhielten. Sie erhielten ihr Land zur Erbleihe und konnten frei darüber verfügen, nur ein symbolischer Pfennigzins wurde darauf fällig. Als einzige weitere Abgabe hatten die Siedler nur den Zehnten an die Kirche zu zahlen.
Die neuen Gebiete wurden nicht bestehenden Gerichten untergeordnet, sondern es wurden neue Gerichte eingesetzt, die nicht nach sächsischem Recht, sondern nach einer fränkisch-holländischen Gerichtsverfassung urteilten (Hollerrecht). Recht sprach ein vom Landesherren eingesetzter Schulze, meist waren dies die Lokatoren, die die Kolonisation finanzierten. Ihnen saßen Schöffe bei.  Die alten sassischen Orte waren dagegen weiterhin dem sächsischen Recht unterworfen.
Ein weiteres Beispiel für den holländischen Einfluss auf das Rechtssystem der Kolonisationsgebiete ist der erhebliche Unterschied zum sächsischen Erbrecht. So waren Söhne und Töchter gleichermaßen erbberechtigt. Auch nach holländischem Vorbild war das Näherecht. Wenn Grundbesitz verkauft wurde, hatten nach den Verwandten die Nachbarn (die am nächsten wohnten) ein Vorkaufsrecht.
Neben der Gerichtsbarkeit des Landesherren bildete sich das Deichwesen aus. Wer über Landbesitz verfügte, musste sich am Unterhalt der Deiche beteiligen. Grundsätzlich war ein Grundbesitzer zunächst für das Stück des Deiches verantwortlich, das an seinen Grund grenzte. Da bei einem Deichbruch auch die Nachbarn betroffen waren, lag es in ihrem eigenen Interesse, diese zu unterstützen, wenn die Arbeit nicht allein bewältigt werden konnte. Es bildeten sich Deichgenossenschaften, die Deichrichterschaften. Diese überwachten die Deichsicherheit, stellten sicher, dass sich keiner seinen Pflichten entzog und steuerten die gemeinschaftlichen Arbeiten. Es galt das Spatenrecht.
In den kolonisierten Gebieten entstanden durch die für den Unterhalt der Deiche und Entwässerungsanlagen notwendige gute innere Organisation bald selbstbewusst und eigenständig agierende Bauernschaften. Diesen gelang es, sich eine gewisse Autonomie zu schaffen. Wenn ihnen diese Autonomie oder zugesicherte Privilegien entzogen werden sollten, reagierten sie rebellisch. Gegen die Stedinger musste Erzbischof Gerhard II. einen Kreuzzug ausrufen, nachdem Steuerprivilegien aufgehoben werden sollten. Auch gegen Kehdingen wurden mehrfach Kriegszüge unternommen.

### Kultur

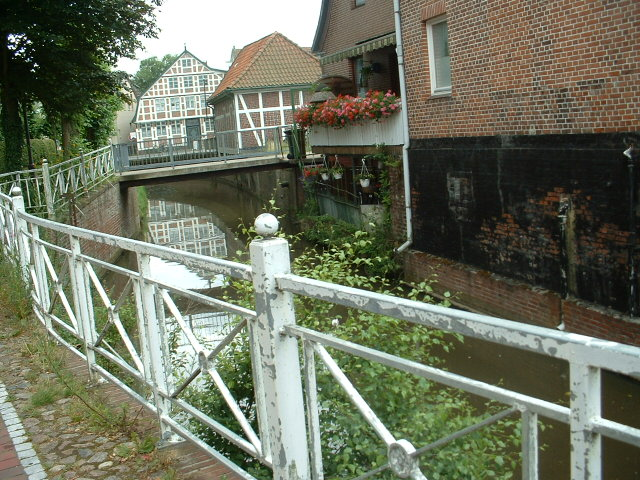
In den Ortschaften erinnern die Fleete oft an die holländischen Grachten

Die holländischen Siedler beeinflussten nicht nur die Rechtsprechung in den neuen Gebieten, sie hinterließen auch kulturelle Spuren. Dazu gehören zum Beispiel die Namen der neugegründeten Orte (beste Beispiele: Hollern oder das Hollerland, die Siedlungsnamen mit der Endung „-kop“ sind ebenfalls holländischen Ursprungs) und mit der Kolonisation und dem Wasserbau verbundene Begriffe wie „Hollerdeich“ oder „Wettern“ (zum Beispiel hat der Name der Hollerwettern in der Wilstermarsch vermutlich hier seine Wurzeln). Ein weitergehender Einfluss auf die Sprache oder auf die Personennamen ist dagegen kaum noch vorhanden. In den späteren Phasen der Kolonisierung beteiligten sich auch viele Sachsen, die sich mit der ursprünglich holländischen Bevölkerung durchmischten. Der holländische Einfluss auf die Sprache wurde dadurch stark verwässert und ist heute nur noch in Spuren feststellbar.
Der Kirchenheilige von Estebrügge und Steinkirchen, der heilige Martin, wurde von den Holländern eingeführt. Dieser war Patron von Utrecht, kam in Sachsen zu dieser Zeit aber kaum vor.

### Geographie
Nach Anlage der neuen Siedlungen konnten sich die Fluten nicht mehr im jetzt eingedeichten Hinterland verlaufen, liefen deshalb höher auf und überschwemmten nunmehr die alten Siedlungen und ihre Felder. Daraufhin wurden auch hier Deiche und Entwässerungssysteme angelegt, allerdings nicht immer so planvoll wie bei der Hollerkolonisation. Manche Siedlungsplätze wurden dabei verlegt. An einigen Stellen ging das Hochland großflächig verloren, so stößt heute in der Ersten Meile des Alten Landes das Sietland stellenweise direkt an die Elbe.
Durch die Entwässerung setzte sich das durchtorfte Sietland. Dadurch und durch stellenweise erfolgten Torfabbau sackten die eingedeichten Gebiete vor allem am Geestrand oft bis unter den Meeresspiegel ab. Im Winter waren diese Gebiete oft großflächig überschwemmt. Marschfieber war verbreitet. Erst mit dem Bau von Schöpfwerken änderte sich dieser Zustand.